# KAT-TUNの食宝ゲッットゥーン
『KAT-TUNの食宝ゲッットゥーン』（カトゥーンのしょくほうゲッットゥーン）は、TBS系列で2021年4月23日から2024年3月29日まで放送されていたバラエティ番組。KAT-TUNの冠番組。

## 概要
KAT-TUNの3人がそれぞれ新人ディレクターとチームを結成して、日本中の生産者を訪ね、人生で一度は食べてみたい“お宝食材＝食宝”を探し求めるグルメドキュメントバラエティー番組。食宝とは、「現地でしか食べられないお宝食材」のこと。「死ぬ前に味わいたい1001食品」（GAIA BOOKS）にも掲載されている極上の食材を味わうため、旅中奮闘する。
2022年4月1日（第46回）の放送をもって、初代新人ディレクターと初代進行役野村彩也子（TBSアナウンサー）が番組を卒業した。
2022年4月22日（第47回）、シーズン2スタート。
2022年11月23日に番組初のイベントが東京都主催で開催される「GRAND CYCLE TOKYO」内で行われた。
2023年3月31日（第93回）の放送をもって、シーズン2が終了。
2023年4月14日（第94回）、シーズン3スタート。
2023年11月3日（第122回）から、新しい企画「食宝料理でゲストのお宝話を発掘」スタート。企画の趣旨は、「番組レギュラー陣がゲスト招き、食宝で料理を作り、一緒にその料理を食べながら、ゲストに話を聞く」。
2024年3月28日深夜（3月29日未明）放送分で終了。約3年の歴史に幕を下ろした。
| チーム | チームカラー |
| ------ | ------------ |
| 亀梨   | 黄           |
| 上田   | 青           |
| 中丸   | 赤           |

## 出演者
進行担当はTBSアナウンサー。
MC・出演
- KAT-TUN（上田竜也・亀梨和也・中丸雄一）

進行
- 吉村恵里子（2023年4月 - ）

過去の進行担当
- 野村彩也子（2021年4月 - 2022年3月）
- 佐々木舞音（2022年4月 - 2023年3月）

その他の出演者
- フワちゃん
- 若槻千夏
- 陣内智則

上記の3人はゲスト出演の頻度が高い傾向にある為、記述。

## チームメンバー変遷と食宝
| シーズン | シーズン        | チーム亀梨         | チーム亀梨             | チーム上田             | チーム上田           | チーム中丸       | チーム中丸               | チーム中丸           |
| シーズン | シーズン        | 新人ディレクター   | 食宝                   | 新人ディレクター       | 食宝                 | 新人ディレクター | 助っ人                   | 食宝                 |
| -------- | --------------- | ------------------ | ---------------------- | ---------------------- | -------------------- | ---------------- | ------------------------ | -------------------- |
| 1st      | 2021.4 - 2022.3 | ぐっち、ぶんちゃん | ニホンキジ             | さえちゃん、ななちゃん | ニホンジカ           | むぎD            | (なし)                   | センネンダイ         |
| 1st      | 2021.4 - 2022.3 | ぐっち、ぶんちゃん | 羽田しじみ             | さえちゃん、ななちゃん | 房州びわ             | むぎD            | (なし)                   | モチガツオ           |
| 1st      | 2021.4 - 2022.3 | ぐっち、ぶんちゃん | 追い星鮎               | さえちゃん、ななちゃん | 東京軍鶏             | むぎD            | (なし)                   | 館山トウモロコシ     |
| 1st      | 2021.4 - 2022.3 | ぐっち、ぶんちゃん | 零熟インカ             | さえちゃん、ななちゃん | 羽後ブラック         | むぎD            | (なし)                   | ニホンウナギ         |
| 1st      | 2021.4 - 2022.3 | ぐっち、ぶんちゃん | 松輪サバ               | さえちゃん、ななちゃん | 本しめじ             | むぎD            | (なし)                   | 柳蓮田蓮根           |
| 1st      | 2021.4 - 2022.3 | ぐっち、ぶんちゃん | 天然自然薯             | さえちゃん、ななちゃん | 稲取キンメ           | むぎD            | (なし)                   | 梅山豚               |
| 2nd      | 2022.4 - 2023.3 | 桂田D、藤下D       | 水牛モッツァレラチーズ | 森脇D、大月Ｄ          | 新戒ねぎ             | 松本D            | (なし)                   | シロアマダイ         |
| 2nd      | 2022.4 - 2023.3 | 桂田D、藤下D       | 白子玉ねぎ             | 森脇D、大月Ｄ          | アスパラガス         | 松本D            | (なし)                   | マハタ               |
| 2nd      | 2022.4 - 2023.3 | 桂田D、藤下D       | ほろほろ鳥             | 森脇D、大月Ｄ          | 赤城深山の夏そば     | 松本D            | (なし)                   | はねっ娘枝豆         |
| 2nd      | 2022.4 - 2023.3 | 桂田D、藤下D       | 折戸なす               | 森脇D、大月Ｄ          | 天然松茸             | 松本D            | (なし)                   | 黒シャインマスカット |
| 2nd      | 2022.4 - 2023.3 | 桂田D、藤下D       | マンガリッツァ豚       | 森脇D、大月Ｄ          | 天然とらふぐ         | 松本D            | (なし)                   | 天然のアンコウ       |
| 3rd      | 2023.4 -        | 長倉D、近藤D       | 雷竹                   | 鈴木D、澤田Ｄ          | サフォーク羊         | 中山D、沖本D     | (なし)                   | とちひめ             |
| 3rd      | 2023.4 -        | 長倉D、近藤D       | さくら単花蜜           | 鈴木D、澤田Ｄ          | 奥多摩わさび         | 中山D、沖本D     | 松田元太（Travis Japan） | 尺上ヤマメ           |
| 3rd      | 2023.4 -        | 長倉D、近藤D       | 三原やっさタコ         | 鈴木D、澤田Ｄ          | 国産きみさらずバナナ | 中山D、沖本D     | 猪狩蒼弥 (HiHi Jets)     | 匝瑳の完熟赤ピーマン |

## 放送リスト

### 2021年
| 2021年 | 2021年         | 2021年                                                                                  | 2021年                         |
| 回     | 放送日（関東） | サブタイトル                                                                            | スタジオゲスト                 |
| ------ | -------------- | --------------------------------------------------------------------------------------- | ------------------------------ |
| 1      | 4月23日        | 新番組始動!3人は食宝求め日本全国へ 亀梨、食宝ニホンキジを頂く                           | フワちゃん                     |
| 2      | 4月30日        | 亀梨が食宝"ニホンキジ"さらなる絶品料理を頂く! 中丸は食宝"センネンダイ"を目指し出航!     | フワちゃん                     |
| 3      | 5月7日         | 食宝センネンダイを目指すチーム中丸に分裂の危機? 新米むぎDから衝撃告白でロケは急展開!?   | 池田美優                       |
| 4      | 5月14日        | ついに動き出したチーム上田、世界一の猟師を目指す! チーム中丸センネンダイを味わい尽くす! | 池田美優                       |
| 5      | 5月21日        | チーム上田ついに食宝ニホンジカを頂く!                                                   | 三浦瑠麗                       |
| 6      | 5月28日        | KAT-TUN 3人の次回狙う食宝が決まる!                                                      | 三浦瑠麗                       |
| 7      | 6月4日         | KAT-TUN 3人が食宝を求め2回目のロケ始動!                                                 | フワちゃん                     |
| 8      | 6月11日        | 亀梨が特大の食宝羽田しじみを頂く                                                        | フワちゃん                     |
| 9      | 6月18日        | チーム中丸リベンジなるか!?狙うは食宝モチガツオ チーム亀梨 "羽田しじみ"を味わい尽くす    | フワちゃん                     |
| 10     | 6月25日        | チーム中丸”モチガツオ編”ついに決着!                                                     | 朝日奈央                       |
| 11     | 7月2日         | チーム上田"食宝 房州びわ"をいただく! チーム中丸"モチガツオ"のフルコースを味わう!        | 若槻千夏                       |
| 12     | 7月16日        | チーム亀梨”亀の恩返し料理”で番人にお礼                                                  | 若槻千夏                       |
| 13     | 7月23日        | KAT-TUN 3人が初夏の食宝を求め始動!                                                      | 平成ノブシコブシ               |
| 14     | 7月30日        | 食宝相手に油断は禁物!?最後の最後まで気の抜けない戦い!                                   | 平成ノブシコブシ               |
| 15     | 8月6日         | 食宝の地図大公開SP!                                                                     |                                |
| 16     | 8月13日        | チーム上田の方向性会議決着!番人の元へ チーム亀梨 "追い星鮎"を味わい尽くす               | 眞鍋かをり                     |
| 17     | 8月20日        | 上田が食宝･東京軍鶏の絶品グルメ連発にノックダウン? 深夜の飯テロSP                       | 眞鍋かをり                     |
| 18     | 8月27日        | 中丸､食宝ガブリで大絶叫SP                                                               | アンミカ                       |
| 19     | 9月3日         | 食宝・館山トウモロコシの絶品グルメ連発                                                  | アンミカ                       |
| 20     | 9月10日        | KAT-TUN 3人が真夏の食宝探しへ!                                                          | 近藤春菜                       |
| 21     | 9月17日        | 上田､日本一のきゅうりに大興奮SP!                                                        | 近藤春菜                       |
| 22     | 9月24日        | 中丸､激流天然ウナギ釣りに大苦戦!?                                                       | 長谷川忍                       |
| 23     | 10月1日        | 中丸VS天然ニホンウナギ激流釣り完結SP                                                    | 長谷川忍                       |
| 24     | 10月8日        | 食宝の地図大公開!食欲の秋SP                                                             |                                |
| 25     | 10月22日       | 亀梨メロン並み糖度のジャガイモに感激SP                                                  | 若槻千夏                       |
| 26     | 10月29日       | 町長が試食…亀梨食宝芋料理で町おこしSP                                                   | 若槻千夏                       |
| 27     | 11月5日        | 新食宝探しスタートも不穏な空気で大丈夫か?                                               | カズレーザー（メイプル超合金） |
| 28     | 11月12日       | 亀梨「ヤバイ!」黄金サバ釣りで大事件SP                                                   | カズレーザー（メイプル超合金） |
| 29     | 11月19日       | 亀梨こだわり備長炭で黄金サバ焼き堪能SP                                                  | カズレーザー（メイプル超合金） |
| 30     | 11月26日       | 上田幻の食宝きのこ探しでクマ出没? SP                                                    | 滝沢カレン                     |
| 31     | 12月3日        | 幻きのこ捜索!番組初のゲットならずか!?SP                                                 | 滝沢カレン                     |
| 32     | 12月10日       | 中丸vs食宝蓮根…泥沼掘りで悪戦苦闘SP                                                     | 若槻千夏                       |
| 33     | 12月17日       | 絶品蓮根フルコースに中丸クセ強食レポSP                                                  | 若槻千夏                       |
| 34     | 12月24日       | 食宝の地図大公開2021年末SP                                                              |                                |

### 2022年
| 2022年 | 2022年         | 2022年                                      | 2022年                 |
| 回     | 放送日（関東） | サブタイトル                                | スタジオゲスト         |
| ------ | -------------- | ------------------------------------------- | ---------------------- |
| 35     | 1月14日        | 新年から上田キャラ激変で大爆笑SP            | フワちゃん             |
| 36     | 1月21日        | 新人D船酔いでダウン!上田孤軍奮闘SP          | フワちゃん             |
| 37     | 1月28日        | 投稿食宝丸干し芋に大興奮!中丸節連発SP       | 近藤春菜               |
| 38     | 2月4日         | 超希少豚肉!脂乗り抜群の味に中丸大絶叫SP     | 近藤春菜               |
| 39     | 2月11日        | 新人Dに激怒!?亀梨天然自然薯を大捜索SP       | 陣内智則               |
| 40     | 2月18日        | ジャニーズを辞めようと…亀梨衝撃告白SP       | 陣内智則               |
| 41     | 2月25日        | 亀梨、究極の米炊き&とろろご飯に挑戦SP       | 陣内智則               |
| 42     | 3月4日         | 極上とろろ&日本最高級豚に亀丸大悶絶SP       | 陣内智則               |
| 43     | 3月11日        | 食宝の地図大公開&食宝ゲット新境地開拓SP     |                        |
| 44     | 3月18日        | 食宝芋でフルコース!リストランテ亀梨SP       | フワちゃん             |
| 45     | 3月25日        | 第1回 ご飯の上で輝く!! 私の食宝大賞!!       | フワちゃん             |
| 46     | 4月1日         | 新人ディレクター涙の卒業式SP                | フワちゃん             |
| 47     | 4月22日        | 新人D 2期生登場!ド緊張で大波乱SP            | フワちゃん             |
| 48     | 4月29日        | 亀梨究極のチーズ作りで現場に悲鳴!?SP        | フワちゃん             |
| 49     | 5月6日         | 中丸＆強気女性D食宝甘鯛釣りで大ピンチSP     | アンミカ、フワちゃん   |
| 50     | 5月13日        | 中丸の無茶振りで苦戦 食宝釣り大逆転!?SP     | アンミカ               |
| 51     | 5月20日        | 幻の魚シロアマダイ&水牛チーズピザ堪能SP     | アンミカ               |
| 52     | 5月27日        | 新人Dド緊張でミス連発、上田くん大激怒SP     | 陣内智則               |
| 53     | 6月3日         | 上田くん&中丸くん食宝メシ堪能SP             | 陣内智則               |
| 54     | 6月10日        | 新食宝探し!前回大反省チーム上田大丈夫?SP    | 陣内智則               |
| 55     | 6月17日        | 最高級の超極太アスパラ!番人驚きの行動に!?   | 陣内智則               |
| 56     | 6月24日        | 食宝アスパラの絶品メシ!最後に乾杯なるか!?   | 陣内智則               |
| 57     | 7月1日         | 幻の1kg超え玉ねぎゲッットゥーンなるか!?     | 近藤春菜               |
| 58     | 7月8日         | 前代未聞の展開!亀梨、新人Dに本気指導SP      | 近藤春菜               |
| 59     | 7月15日        | 釣れるか幻の魚!中丸vs新人Dバトル再びSP      | 若槻千夏               |
| 60     | 7月22日        | 前代未聞の展開?チーム中丸ドタバタ奮闘劇SP   | 若槻千夏               |
| 61     | 7月29日        | モッツァレラ丼ねぎ天ぷら…食宝絶品メシ8連発  |                        |
| 62     | 8月5日         | 「茶番か!」亀梨ミス連発新人Dに鬼指導SP      | 陣内智則               |
| 63     | 8月12日        | 夏の風物詩の食宝にチーム中丸大感激SP        | 陣内智則               |
| 64     | 8月19日        | 食宝枝豆の絶品料理にテンション爆上げSP      | 陣内智則               |
| 65     | 8月26日        | 超過酷ロケに上田テンション大丈夫!?SP        | フワちゃん             |
| 66     | 9月2日         | はじめてのそば打ちと食宝夏そばに爆アゲSP    | フワちゃん             |
| 67     | 9月9日         | チーム亀梨新展開へ!新人Dから重大発表!?      | フワちゃん             |
| 68     | 9月16日        | 亀梨レストラン計画始動＆絶品焼き鳥堪能SP    | 河合郁人（A.B.C-Z）    |
| 69     | 9月23日        | 亀梨レストラン計画!新メニュー完成なるか!    | 河合郁人（A.B.C-Z）    |
| 70     | 9月30日        | 秘蔵の食宝続々!食宝の地図SP                 |                        |
| 71     | 10月7日        | ご飯の上で輝く!食宝大賞SP                   | フワちゃん             |
| 72     | 10月14日       | ご飯の上で輝く!食宝大賞決定&重大発表SP      | フワちゃん             |
| 73     | 10月21日       | 亀梨 迷う新人Dに決断を迫る!ジャッジSP       | 大久保佳代子           |
| 74     | 10月28日       | 江戸時代10万円!復活した幻のナスに亀梨感動   | 大久保佳代子           |
| 75     | 11月4日        | 秋の味覚 ぶどうと中丸の食リポ祭り!          | ギャル曽根             |
| 76     | 11月11日       | 食宝ぶどう対面!中丸食リポ七変化SP           | ギャル曽根             |
| 77     | 11月18日       | 食宝イベント開催直前SP                      |                        |
| 78     | 11月25日       | 衝撃サイズの天然松茸に上田大興奮SP          | 春日俊彰（オードリー） |
| 79     | 12月2日        | 食宝信州上田の巨大松茸 贅沢フルコースに昇天 | 春日俊彰（オードリー） |
| 80     | 12月9日        | 初の食宝イベント開催!全10品目指せ完売SP     | 小池百合子             |
| 81     | 12月16日       | 初の食宝イベント ついに開幕!全品完売なるか  |                        |
| 82     | 12月23日       | 全10品完売なるか?食宝イベント完結編SP       | 陣内智則               |

### 2023年
| 2023年 | 2023年         | 2023年                                                          | 2023年                           |
| 回     | 放送日（関東） | サブタイトル                                                    | スタジオゲスト                   |
| ------ | -------------- | --------------------------------------------------------------- | -------------------------------- |
| 83     | 1月20日        | 上田早朝ガチギレ?北海道グルメに亀梨満足SP                       | 若槻千夏                         |
| 84     | 1月27日        | 上田酔う酔わない?波乱のとらふぐ漁開始SP                         | 若槻千夏                         |
| 85     | 2月3日         | チーム上田!中丸の必勝パターンをパクる?                          | 若槻千夏                         |
| 86     | 2月10日        | 亀梨、国宝豚に翻弄され大苦戦!?                                  | 陣内智則                         |
| 87     | 2月17日        | 初体験の味!国宝豚の絶品料理に亀梨感動!                          | 陣内智則                         |
| 88     | 2月24日        | チーム中丸極寒の海ロケで奇跡を起こす!?                          | 近藤春菜                         |
| 89     | 3月3日         | 冬が旬!天然アンコウの絶品料理に中丸豹変!?                       | 近藤春菜                         |
| 90     | 3月10日        | チーム上田恒例!食宝アレンジ対決リベンジSP                       | 陣内智則                         |
| 91     | 3月17日        | 観たら食べたい!中丸初のグルメドラマSP                           | 若槻千夏                         |
| 92     | 3月24日        | チーム亀梨のWBC!全力アウトドアカレー作り                        | フワちゃん                       |
| 93     | 3月31日        | KAT-TUNから魂の言葉 新人D卒業式SP                               | フワちゃん                       |
| 94     | 4月14日        | 3期生新シリーズ予習SP！                                         |                                  |
| 95     | 4月21日        | シーズン3始動！ど緊張新人Dキャラ発掘SP                          | フワちゃん                       |
| 96     | 4月28日        | 亀梨vs今が旬！巨大タケノコ格闘SP                                | フワちゃん                       |
| 97     | 5月5日         | 持ち帰り用タケノコ掘りに亀梨、全力投球SP                        | フワちゃん                       |
| 98     | 5月12日        | 輸送不可！？中丸幻のいちごにテンションMAX                       | 近藤春菜                         |
| 99     | 5月19日        | 幻いちごの贅沢スイーツ祭りに中丸節炸裂！                        | 近藤春菜                         |
| 100    | 5月26日        | 祝放送100回 極上羊肉に上田大興奮！                              | 陣内智則                         |
| 101    | 6月2日         | 超絶品羊肉・サフォークを堪能SP                                  | 陣内智則                         |
| 102    | 6月9日         | 番組初の助っ人ゥーン参戦！！                                    | 陣内智則                         |
| 103    | 6月16日        | チーム上田1本5000円超えわさびを目指す！                         | 陣内智則                         |
| 104    | 6月23日        | 絶品！奥多摩わさび食べ尽くし＆卒業選挙SP                        | 陣内智則                         |
| 105    | 6月30日        | 超高級ハチミツに亀梨くんとろけまくり！？                        | 若槻千夏、大橋和也（なにわ男子） |
| 106    | 7月7日         | 恩返し料理で亀梨の即興アイデア炸裂SP                            | 若槻千夏、大橋和也（なにわ男子） |
| 107    | 7月14日        | 難度MAX！？食宝ヤマメ釣りに挑戦！                               | フワちゃん                       |
| 108    | 7月21日        | 難度MAX！30cm超えの天然ヤマメを狙う！                           | フワちゃん                       |
| 109    | 7月28日        | 絶品！天然ヤマメ料理でテンションMAX！？                         | フワちゃん                       |
| 110    | 8月4日         | 絶品食宝メシ祭り＆亀梨ガチ歌披露                                | 若槻千夏、大橋和也（なにわ男子） |
| 111    | 8月11日        | まだ間に合う！？真夏の究極の食宝の地図SP                        |                                  |
| 112    | 8月18日        | チーム中丸仲良しコンビ爆誕！？                                  | 宮舘涼太（Snow Man）             |
| 113    | 9月1日         | 確率1％のタコ漁で奇跡が起こる！？                               | 宮舘涼太（Snow Man）             |
| 114    | 9月8日         | 亀梨の主将魂炸裂で食宝タコを呼び寄せる！？                      | 宮舘涼太（Snow Man）             |
| 115    | 9月15日        | まるがりコンビでエンタメロケ!?                                  | 宮舘涼太（Snow Man）             |
| 116    | 9月22日        | 苦くなくて甘い！？完熟ピーマン！                                | 大久保佳代子                     |
| 117    | 9月29日        | 完熟赤ピーマンの絶品料理を堪能!                                 | 大久保佳代子                     |
| 118    | 10月6日        | お好み焼き＆赤ピーマンスイーツ至極の食宝料理                    | 大久保佳代子                     |
| 119    | 10月13日       | チーム上田1本1000円超えバナナを目指す！                         | 若槻千夏                         |
| 120    | 10月20日       | 超希少国産バナナで新作食宝料理品評会！                          | 若槻千夏                         |
| 121    | 10月27日       | 金の食宝の地図 2023秋冬SP                                       |                                  |
| 122    | 11月3日        | 新企画!食宝料理でゲストのお宝話を掘り出す!                      | Matt                             |
| 123    | 11月10日       | Mattを食宝料理でおもてなし！美味しい料理とお酒でついつい本音が… | Matt                             |
| 124    | 11月17日       | 新戒ねぎで青山テルマをおもてなし!! 記念日･ご褒美 お金の使い道!! | 青山テルマ                       |
| 125    | 11月24日       | 青山テルマとぶっちゃけトークでお宝話発掘！                      | 青山テルマ                       |
| 126    | 12月1日        | 菜々緒のここだけは譲れない×亀梨和也の本音                       | 菜々緒                           |
| 127    | 12月8日        | 菜々緒のぶっちゃけトーク×亀梨特製食宝料理                       | 菜々緒                           |
| 128    | 12月15日       | 菜々緒とのぶっちゃけトーク×狩野英孝襲来！                       | 菜々緒、狩野英孝                 |
| 129    | 12月22日       | KAT-TUNの過去をぶっちゃけ！？                                   | 狩野英孝                         |

### 2024年
| 2024年 | 2024年         | 2024年                                       | 2024年               |
| 回     | 放送日（関東） | サブタイトル                                 | スタジオゲスト       |
| ------ | -------------- | -------------------------------------------- | -------------------- |
| 130    | 1月12日        | 狩野英孝と絶品冬の天然アンコウ鍋             | 狩野英孝             |
| 131    | 1月19日        | お宝トーク発掘SP                             |                      |
| 132    | 1月26日        | 超人気漫画【推しの子】作者とディープなお宝話 | 赤坂アカ、横槍メンゴ |
| 133    | 2月2日         | まだまだ続く！超人気漫画【推しの子】SP！     | 赤坂アカ、横槍メンゴ |
| 134    | 2月9日         | 超人気漫画【推しの子】作者がガチ取材！       | 赤坂アカ、横槍メンゴ |
| 135    | 2月16日        | 超人気漫画【推しの子】大ヒットの裏側トーク！ | 赤坂アカ、横槍メンゴ |
| 136    | 2月23日        | 日韓アイドル交流SP                           | Hi-Fi Un!corn        |
| 137    | 3月1日         | 日韓アイドル交流SP                           | Hi-Fi Un!corn        |
| 138    | 3月8日         | 大先輩堂本光一が語るKAT-TUNの今と昔          | 堂本光一             |
| 139    | 3月15日        | これぞスター！堂本光一の素顔に迫る！         | 堂本光一             |
| 140    | 3月22日        | スター堂本光一の武勇伝とは！？               | 堂本光一             |
| 141    | 3月29日        | アラフォーアイドルたちの（秘）事情＆卒業SP   | 堂本光一             |

## ネット局

### 現在のネット局
| 放送対象地域   | 放送局                | 系列    | 放送期間                      | 放送日時                      | 遅れ日数   | 備考            |
| -------------- | --------------------- | ------- | ----------------------------- | ----------------------------- | ---------- | --------------- |
| 関東広域圏     | TBSテレビ（TBS）      | TBS系列 | 2021年4月23日 - 2024年3月29日 | 金曜 0:58 - 1:28（木曜深夜）  | 【制作局】 |                 |
| 岩手県         | IBC岩手放送（IBC）    | TBS系列 | 2021年4月23日 - 2024年3月29日 | 金曜 0:58 - 1:28（木曜深夜）  | 同時ネット |                 |
| 福島県         | テレビユー福島（TUF） | TBS系列 | 2021年4月23日 - 2024年3月29日 | 金曜 0:58 - 1:28（木曜深夜）  | 同時ネット |                 |
| 熊本県         | 熊本放送（RKK）       | TBS系列 | 2021年4月27日 - 2024年3月29日 | 金曜 0:58 - 1:28（木曜深夜）  | 同時ネット | [ 注 2 ]        |
| 石川県         | 北陸放送（MRO）       | TBS系列 | 2021年4月30日 -               | 金曜 0:55 - 1:25（木曜深夜）  | 遅れネット |                 |
| 長野県         | 信越放送 (SBC)        | TBS系列 | 2021年5月2日 -                | 日曜 1:28 - 1:58（土曜深夜）  | 遅れネット |                 |
| 静岡県         | 静岡放送（SBS）       | TBS系列 | 2021年5月5日 - 2024年4月17日  | 水曜 0:55 - 1:25（火曜深夜）  | 遅れネット | [ 注 3 ]        |
| 中京広域圏     | CBCテレビ (CBC)       | TBS系列 | 2021年5月7日 -                | 土曜 17:00 - 17:30            | 遅れネット | [ 注 4 ]        |
| 岡山県・香川県 | RSK山陽放送（RSK）    | TBS系列 | 2021年5月7日 - 2024年4月9日   | 火曜 1:25 - 1:55（月曜深夜）  | 遅れネット | [ 注 5 ]        |
| 近畿広域圏     | 毎日放送（MBS）       | TBS系列 | 2021年5月7日 - 2024年4月17日  | 金曜 0:56 - 1:26（木曜深夜）  | 遅れネット | [ 注 6 ] [ 12 ] |
| 福岡県         | RKB毎日放送（rkb）    | TBS系列 | 2021年5月9日 -                | 水曜 9:55 - 10:25             | 遅れネット | [ 注 7 ]        |
| 宮城県         | 東北放送（tbc）       | TBS系列 | 2021年5月13日 - 2024年4月25日 | 金曜 0:26 - 0:56（木曜深夜）  | 遅れネット | [ 注 8 ]        |
| 青森県         | 青森テレビ (ATV)      | TBS系列 | 2021年5月13日 - 2024年4月11日 | 木曜 1:35 - 2:05（水曜深夜）  | 遅れネット |                 |
| 大分県         | 大分放送（OBS）       | TBS系列 | 2021年7月22日 -               | 木曜 10:50 - 11:20            | 遅れネット |                 |
| 山梨県         | テレビ山梨（UTY）     | TBS系列 | 2022年7月27日 -               | 月曜・火曜・水曜 9:55 - 10:25 | 遅れネット |                 |
| 鳥取県・島根県 | 山陰放送（BSS）       | TBS系列 | 2023年 -                      | 水曜 11:00 - 11:30            | 遅れネット |                 |
| 高知県         | テレビ高知（KUTV）    | TBS系列 | 2023年5月19日 -               | 金曜 16:20 - 16:50            | 遅れネット | [ 注 9 ]        |

### インターネット配信
| 配信元 | 更新日時            | 備考                                         |
| ------ | ------------------- | -------------------------------------------- |
| Paravi | 毎週金曜 00:29 更新 | サブスクリプション方式、原則毎週最新話が追加 |
| TVer   | 毎週金曜 00:29 更新 | 最新話限定で無料配信                         |

## スタッフ
- ナレーター：内田真礼
- 構成：中野俊成、羽柴拓、久松知博[13]
- TM：森和哉
- TD：江浦友樹、佐藤雅之
- VE：久保澤知史、河本崇、安井康喜
- カメラ：田口弘謹、斉藤仁貴、三上茉梨、高村勇樹、永澤剛、中澤宏
- MIX：長井愛美、佐藤達也
- 音声：前田侑里、田端礼那、川越夏菜、立元捺美
- 照明：今田貴也、白石弘志、高松優
- ロケ技術：鴨下達也、増田陽佳、齋藤仁貴、河野健太
- 美術プロデューサー：鈴木直人
- 美術デザイナー：松永陽登
- CGデザイナー：前川貢
- 美術ディレクター：岩谷孝平
- 装置：大森俊也
- 操作：中島史雄
- 電飾：田谷尚教
- スタジオメイク：藪みのり、永野あゆみ、遠藤敏子、鎌田亜利紗、久木田梨花、岡口真美
- タイトルCG：The King Maker
- メイク：豊福浩一、坂下秋穂
- スタイリスト：野友健二
- 編集：立木規之
- MA：川端千尋
- 音効：岡田淳一
- 技術協力：スウィッシュ・ジャパン、TOWER LAB.
- 協力：ガイアブックス、東京オフラインセンター、amacoven
- 編成：武田梓
- 宣伝：安倍由美
- 配信：保坂龍之助
- デスク：椿美貴子
- TK：野村佳乃子
- リサーチ：明田有紀子
- AP：榎本早希（IVSテレビ）
- 制作スタッフ：田中樹里、影山芽生（以上、IVSテレビ）
- ディレクター：長倉知恵、近藤将太、中山晃、沖本真菜（以上、IVSテレビ、近藤→以前は制作スタッフ）、鈴木渓太、澤田哲志（以上、第3期新人ディレクター）/坂口英雄
- 演出：渡部一貴（IVSテレビ）、水沼保和（IVSテレビ、途中から）
- プロデューサー：白畑将一、小杉菜穂子、渡邊正人・須山由佳子（IVSテレビ）（以上、2023年4月から）
- 制作協力：IVSテレビ制作
- 制作：TBSテレビコンテンツ制作局バラエティ制作一部
- 製作著作：TBS

### 過去のスタッフ
- チーフプロデューサー：坂本義幸
- プロデューサー：成田雅仁
- AP：中武絵利、山口芳枝、山田寿美香、萱野愛花（山口〜萱野→以上、IVSテレビ）
- 制作スタッフ：山川彩夏、瀬川真央、山下雄司、首藤楓（以上、IVSテレビ）
- 第1期新人ディレクター：加藤佐英里、原口拓実、田中文香、波立奈々（以上、IVSテレビ）、西原来
- 第2期新人ディレクター：桂田心、藤下真以（2022年3月までは制作スタッフ）、森脇翼、大月幸菜（以上、IVSテレビ）、松本佳奈子
- 担当プロデューサー：武石政人（IVSテレビ）
- 編成：青木伸介、野村和矢、柳沢光一郎、河本恭平
- 美術プロデューサー：岡嶋正浩
- 協力：ジャニーズ事務所
- 制作協力：UTY[14]